# Jiří Pražák
Jiří Pražák (16. října 1846 Loket – 29. března 1905 Praha) byl český právník, odborník na rakouské správní a ústavní právo.

## Život
Narodil se v Lokti nedaleko Karlových Varů v severozápadních Čechách. Po studiích na právnické fakultě v Praze vykonával soudní a advokátní praxi. Habilitoval nejprve v oboru práva správního, posléze si však habilitaci rozšířil i na právo ústavní. Po rozdělení pražské univerzity působil jako profesor veřejného práva na české univerzitě a byl i děkanem a rektorem.
Jde o autora významného čtyřsvazkového díla Rakouské právo ústavní (jednotlivé díly byly vydávány v průběhu let 1895–1898).
Byl rovněž zvolen do českého zemského sněmu a byl jmenován rytířem Řádu železné koruny III. třídy.
Zemřel v březnu 1905 v Praze ve věku 58 let. Pohřben byl na Olšanských hřbitovech.